# Онтам
Онтам (каз. Онтам) — упразднённое село в Туркестанской области Казахстана. Находится в подчинении городской администрации Арыса. Входило в состав Акдалинского сельского округа. Код КАТО — 511633600. В 2021 году включено в состав города Арысь.

## Население
По данным 1999 года, в селе не было постоянного населения. По данным переписи 2009 года, в селе проживало 429 человек (226 мужчин и 203 женщины).